# One Love (альбом Давида Гетта)
One Love — четвёртый студийный альбом французского диджея Давида Гетта, впервые выпущенный в Великобритании 24 августа 2009 года лейблом Virgin Records. Это первый крупный международный релиз Гетта. Альбом получил в целом положительные отзывы от музыкальных критиков, и имел коммерческий успех, было продано более 3 миллионов копий по всему миру. Он породил в общей сложности шесть мировых хитовых синглов в течение 2009 и 2010 годов, включая «When Love Takes Over» при участии Келли Роуленд, «Sexy Bitch» при участии Эйкона, «Who’s That Chick?» при участии Рианны и «One Love» при участии Эстели. One Love также является последним студийным альбомом Гетта, в котором был его давний сотрудник, Крис Уиллис. С момента первоначального выпуска альбома он несколько раз переиздавался, чтобы включить ранее неизданные композиции и другие бонусные материалы.
Альбом получил номинацию на премию «Грэмми» за лучший танцевальный/электронный альбом. Лид-сингл альбома, «When Love Takes Over» был номинирован за лучшую танцевальную запись и лучший неклассический ремикс, одержав победу в последней.

## Реакция критиков
| Совокупная оценка    | Совокупная оценка |
| Источник             | Оценка            |
| -------------------- | ----------------- |
| Metacritic           | 66/100            |
| Оценки критиков      |                   |
| Источник             | Оценка            |
| AllMusic             | [ 4 ]             |
| Billboard            | (favorable)       |
| Digital Spy          | [ 6 ]             |
| Entertainment Weekly | B                 |
| The Guardian         | [ 8 ]             |
| Los Angeles Times    | [ 9 ]             |
| MusicOMH             | [ 10 ]            |
| Now                  | [ 11 ]            |
| PopMatters           | [ 12 ]            |
| The Times            | [ 13 ]            |

Альбом получил положительные отзыв от критиков. Согласно Metacritic, альбом получил средний балл 66, основанный на десяти отзывах, что указывает на «в целом благоприятные отзывы». Сайт Digital Spy дал альбому очень положительный отзыв и присудил ему 4 звезды из 5. Los Angeles Times дал альбому 3/5, сказав: «Гетта в лучшем виде (и в самом коммерческом виде), когда он оснащён мелодией, такой же жевательной, как и его ритмы». Джинджер Клеменс из Billboard назвала альбом лёгкой интеграцией запоминающихся танцевальных ритмов с выразительным вокалом, получая топ-40 дружелюбных песен, оставаясь при этом верным культуре танцевального клуба. Дэвид Джеффрис из AllMusic написал, что «даже если всё кажется построенным для формата 12», а затем всё равно попало в альбом, поклонники Гетта получают весь хорошо сделанный хаус, который они хотят, и даже больше». Майкл Хаббард из MusicOMH чувствовал, что Гетта «несомненно может начать вечеринку так же эффективно, как и любой из этих двоих [Пол ван Дик и Дипло], но, по крайней мере, на этой записи, в танцевальном плане он скорее падает между двумя табуретами, когда увеличивает стены своей большой палатки». Кэролайн Салливан из The Guardian дала альбому 3 звезды из 5, назвав многие песни приятными, в то время как благоприятствуя «нежному исполнению Эстели заглавной песни» и упомянув, что «это похоже на серию композиции, а не на полностью реализованный длинный альбом». Now назвала альбом «удивительно глубоким» Observer Music Monthly назвал это «звуком лета! Если лето для вас означает искусственный загар и выпивку WKD в течение недели в Med, где такие, как Келли Роуленд и Will.i.am появляются в качестве гостей с вашим фаворитом».

## Синглы
«When Love Takes Over» при участии Келли Роуленд была выпущена как первый сингл. Песня стала мировым хитом и достигла первого места в Великобритании и получила премию «Грэмми» за лучший неклассический ремикс, было продано более 5,5 миллионов копий по всему миру. «Sexy Bitch» при участии Эйкона является вторым синглом альбома. Песня стала мировым хитом, достигнув первого места в тринадцати различных чартах. Она достигла первого места в Великобритании, а также во многих других странах. «I Wanna Go Crazy» является единственным промосинглом альбома, выпущенным 24 августа 2009 года. «One Love» при участии Эстели. Она занял первое место в чарте Billboard Hot Dance Club Songs. «Memories» при участии Кида Кади была выпущена как четвёртый сингл 15 марта 2010 года. Песня достигла первого места в чартах Бельгии, Чехии и Нидерландах.
Расширенная версия песни «How Soon Is Nowэ (с Себастьяном Ингроссо и Dirty South, при участии Джули Макнайт) была выпущена как сингл 12 августа 2009 года эксклюзивно на Beatport на лейбле Гетта, F*** Me I'm Famous Records (дочерней компании Gum Productions). Песня достигла 52-го места в шведских чартах.

## СинглыOne More Love
«Gettin’ Over You» — лид-сингл One More Love с вокалом Криса Уиллиса, Ферги и LMFAO. Он возглавил чарты Великобритании и Франции.
«Who’s That Chick?» — второй сингл One More Love при участии Рианны. Музыкальное видео песни было использовано в рамках рекламной кампании Doritos. Было создано два музыкальных видео, дневное и вечернее. Они вышли 22 ноября 2010 года.

## Список композиций
- Автором и продюсером всех песен выступил Давида Гетта. Указаны дополнительные продюсеры и авторы текстов.

### One Love
| №   | Название                                                                           | Текст песни                                                    | Продюсер(ы)                   | Длительность |
| --- | ---------------------------------------------------------------------------------- | -------------------------------------------------------------- | ----------------------------- | ------------ |
| 1.  | «When Love Takes Over» (при участии Келли Роуленд)                                 | Мириам Нерво Оливия Нерво Келли Роуленд                        | Фредерик Ристерер             | 3:11         |
| 2.  | «Gettin’ Over» (при участии Криса Уиллиса)                                         | Сэнди Ви Жан-Клод Синдрес Крис Уиллис Фредерик Ристерер        | Ви Синдрес Ристерер           | 3:01         |
| 3.  | «Sexy Bitch» (при участии Эйкона)                                                  | Джорджо Туинфорт Алиан Тиам Ви Синдрес                         | Ви Синдрес                    | 3:16         |
| 4.  | «Memories» (при участии Кида Кади)                                                 | Скотт Рэмон Сиджеро Мескади Ристерер                           | Ристерер                      | 3:30         |
| 5.  | «On the Dancefloor» (при участии will.i.am и apl.de.ap)                            | Уильям Адамс Аллен Пинеда Синдрес Ви                           | Ви Синдрес                    | 3:45         |
| 6.  | «It’s the Way You Love Me» (при участии Келли Роуленд)                             | Мириам Нерво Оливия Нерво Ристерер Роуленд                     | Ристерер                      | 4:13         |
| 7.  | «Missing You» (при участии Novel)                                                  | Алонзо Стивенсон Синдрес Ви                                    | Ви Синдрес                    | 3:05         |
| 8.  | «Choose» (при участии Ни-Йо и Келли Роуленд)                                       | Ристерер Шейфен Смит                                           | Ристерер                      | 3:57         |
| 9.  | «How Soon Is Now» (с Себастьяном Ингроссо и Dirty South при участии Джули Макнайт) | Джейсон Сили Ристерер Ингроссо Драган Роганович                | Dirty South Ингроссо Ристерер | 4:10         |
| 10. | «I Gotta Feeling» (FMIF Remix Edit) (The Black Eyed Peas)                          | Уильям Адамс-мл apl.de.ap Хайме Гомес Стейси Фергюсон Ристерер | Ристерер                      | 3:52         |
| 11. | «One Love» (при участии Эстели)                                                    | Эстель Свэрэй Синдрес Ви                                       | Ви Синдрес                    | 4:01         |
| 12. | «I Wanna Go Crazy» (при участии will.i.am)                                         | Адамс                                                          | Синдрес Аи                    | 3:24         |
| 13. | «Sound of Letting Go» (с Tocadisco при участии Криса Уиллиса)                      | Мириам Нерво Оливия Нерво                                      | Tocadisco                     | 3:45         |
| 14. | «Toyfriend» (с Афроджеком при участии Уинтер Гордон)                               | Диана Уинтер Гордон Стивен Батти Карлос Батти                  | Афроджек The Jackie Boyz      | 3:17         |
| 15. | «If We Ever» (при участии Макебы)                                                  | Макеба Риддик Ристерер Ви Синдрес                              | Ви Синдрес Ристерер           | 4:40         |

| №   | Название                          | Текст песни                                           | Музыка     | Продюсер(ы) | Длительность |
| --- | --------------------------------- | ----------------------------------------------------- | ---------- | ----------- | ------------ |
| 16. | «Sexy Chick» (при участии Эйкона) | Джорджо Туинфорт Алиан Тиам Сэнди Ви Жан-Клод Синдрес | Ви Синдрес | Ви Синдрес  | 3:15         |

| №   | Название                                                         | Текст песни                                              | Музыка              | Продюсер(ы)         | Длительность |
| --- | ---------------------------------------------------------------- | -------------------------------------------------------- | ------------------- | ------------------- | ------------ |
| 16. | «Gettin’ Over You» (с Крисом Уиллисом при участии Ферги и LMFAO) | Сэнди Ви Жан-Клод Синдрес Крис Уиллис Фредерик Ритстерер | Ви Синдрес Ристерер | Ви Синдрес Ристерер | 3:08         |

| №   | Название                                                     | Текст песни         | Музыка                    | Продюсер(ы)               | Длительность |
| --- | ------------------------------------------------------------ | ------------------- | ------------------------- | ------------------------- | ------------ |
| 16. | «I Need You Now» (с Laidback Luke при участии Саманты Джейд) | Саманта Джейд       | Laidback Luke             | Laidback Luke             | 3:36         |
| 17. | «It’s Your Life» (при участии Криса Уиллиса)                 | Мириам Оливия Нерво | Жан-Клод Синдрес Сэнди Ви | Жан-Клод Синдрес Сэнди Ви | 3:44         |

| №   | Название     | Музыка                    | Продюсер(ы) | Длительность |
| --- | ------------ | ------------------------- | ----------- | ------------ |
| 16. | «Montenegro» | Жан-Клод Синдрес Сэнди Ви | Синдрес Ви  | 5:58         |
| 17. | «Grrrr»      | Жан-Клод Синдрес Сэнди Ви | Синдрес Ви  | 7:29         |

| №   | Название                                     | Длительность |
| --- | -------------------------------------------- | ------------ |
| 16. | «When Love Takes Over» (Laidback Luke Remix) | 6:06         |
| 17. | «Sexy Bitch» (Chuckie & Lil Jon Remix)       | 5:58         |

| №   | Название                                                                                          | Длительность |
| --- | ------------------------------------------------------------------------------------------------- | ------------ |
| 1.  | «When Love Takes Over» (Electro Extended Version) (при участии Келли Роуленд)                     | 4:24         |
| 2.  | «Sexy Bitch» (Club Version) (при участии Эйкона)                                                  | 3:43         |
| 3.  | «Memories» (One Love Mix) (при участии Кида Кади)                                                 | 4:42         |
| 4.  | «I Wanna Go Crazy» (Extended Version) (при участии will.i.am)                                     | 4:55         |
| 5.  | «I Gotta Feeling» (One Love Mix) (The Black Eyed Peas)                                            | 4:19         |
| 6.  | «Choose» (One Love Mix) (при участии Ни-Йо и Келли Роуленд)                                       | 3:17         |
| 7.  | «On the Dancefloor» (Extended Version) (при участии will.i.am и apl.de.ap)                        | 4:16         |
| 8.  | «Missing You» (Club Version) при участии Novel)                                                   | 4:59         |
| 9.  | «Gettin’ Over» (Club Version) (при участии Криса Уиллиса)                                         | 3:31         |
| 10. | «It’s the Way You Love Me» (Final Mix) (featuring Kelly Rowland)                                  | 4:12         |
| 11. | «One Love» (Extended Version) (при участии Эстели)                                                | 4:42         |
| 12. | «It’s Your Life» (One Love Mix) (при участии Криса Уиллиса)                                       | 3:53         |
| 13. | «Sound of Letting Go» (One Love Mix) (с Tocadisco при участии Криса Уиллиса)                      | 3:13         |
| 14. | «I Need You Now» (One Love Mix) (с Laidback Luke при участии Саманты Джейд)                       | 3:14         |
| 15. | «How Soon Is Now» (One Love Mix) (с Себастьяном Ингроссо и Dirty South при участии Джули Макнайт) | 5:59         |
| 16. | «Toyfriend» (One Love Mix) (с Афроджеком при участии Уинтер Гордон)                               | 2:52         |

| №   | Название                                                                                              | Текст песни                                   | Музыка                                                            | Продюсеры(ы)                                                 | Длительность |
| --- | --- | --------------------------------------------- | ----------------------------------------------------------------- | ------------------------------------------------------------ | ------------ |
| 1.  | «When Love Takes Over» (Extended Version) (при участии Келли Роуленд)                                 | Келли Роуленд Мириам Оливия Нерво             | Давид Гетта Фредерик Ристерер                                     | Давид Гетта Фредерик Ристерер                                | 7:48         |
| 2.  | «Gettin’ Over» (Extended Version) (при участии Криса Уиллиса)                                         | Крис Уиллис                                   | Давид Гетта Жан-Клод Синдрес Фредерик Ристерер Сэнди Ви           | Давид Гетта Жан-Клод Синдрес Фредерик Ристерер Сэнди Ви      | 5:56         |
| 3.  | «Sexy Bitch» (Extended Version) (при участии Эйкона)                                                  | Джорджо Туинфорт Алиан Тиам                   | Давид Гетта Жан-Клод Синдрес Сэнди Ви                             | Давид Гетта Жан-Клод Синдрес Сэнди Ви                        | 5:13         |
| 4.  | «Memories» (Extended Version) (при участии Кида Кади)                                                 | Скотт Рэмон Сиджеро Мескади                   | Давид Гетта Фредерик Ристерер                                     | Давид Гетта Фредерик Ристерер                                | 5:20         |
| 5.  | «On the Dancefloor» (Extended Version) (при участии will.i.am и apl.de.ap)                            | Уильям Адамс Аллен Пинеда                     | Давид Гетта Жан-Клод Синдрес Сэнди Ви                             | Давид Гетта Жан-Клод Синдрес Сэнди Ви                        | 5:12         |
| 6.  | «It’s the Way You Love Me» (Extended Version) (при участии Келли Роуленд)                             | Мириам Нерво Оливия Нерво                     | Давид Гетта Фредерик Ристерер                                     | Давид Гетта Фредерик Ристерер                                | 6:55         |
| 7.  | «Missing You» (Extended Version) (при участии Novel)                                                  | Алонзо Новел Стивенсон                        | Давид Гетта Жан-Клод Синдрес Сэнди Ви                             | Давид Гетта Жан-Клод Синдрес Сэнди Ви                        | 6:18         |
| 8.  | «How Soon Is Now» (Extended Version) (с Себастьяном Ингроссо и Dirty South при участии Джули Макнайт) | Jayson Séalee                                 | Давид Гетта Фредерик Ристерер Себастьян Ингроссо Драган Роганович | Давид Гетта Dirty South Себастьян Ингроссо Фредерик Ристерер | 7:05         |
| 9.  | «One Love» (Extended Version) (при участии Эстели)                                                    | Эстель Свэрэй                                 | Давид Гетта Жан-Клод Синдрес Сэнди Ви                             | Давид Гетта Жан-Клод Синдрес Сэнди Ви                        | 6:48         |
| 10. | «I Wanna Go Crazy» (Extended Version) (при участии will.i.am)                                         | Уильям Адамс                                  | Давид Гетта Жан-Клод Синдрес Сэнди Ви                             | Давид Гетта Жан-Клод Синдрес Сэнди Ви                        | 6:40         |
| 11. | «Sound of Letting Go» (Extended Version) (с Tocadisco при участии Криса Уиллиса)                      | Мириам Нерво Оливия Нерво                     | Давид Гетта Tocadisco                                             | Давид Гетта Tocadisco                                        | 5:24         |
| 12. | «Toyfriend» (Instrumental) (с Афроджеком при участии Уитнер Гордон)                                   | Диана Уинтер Гордон Стивен Бэтти Карлос Батти | Давид Гетта Афроджек The Jackie Boyz                              | Давид Гетта Афроджек The Jackie Boyz                         | 3:17         |
| 13. | «I Need You Now» (Extended Version) (с Laidback Luke при участии Саманты Джейд)                       | Саманта Джейд                                 | Давид Гетта Laidback Luke                                         | Давид Гетта Laidback Luke                                    | 6:26         |

| №   | Название                                                       | Текст песни               | Музыка                                | Продюсер(ы)                           | Длительность |
| --- | -------------------------------------------------------------- | ------------------------- | ------------------------------------- | ------------------------------------- | ------------ |
| 1.  | «Montenegro»                                                   |                           | Давид Гетта Жан-Клод Синдрес Сэнди Ви | Давид Гетта Жан-Клод Синдрес Сэнди Ви | 5:58         |
| 2.  | «Grrrr»                                                        |                           | Давид Гетта Жан-Клод Синдрес Сэнди Ви | Давид Гетта Жан-Клод Синдрес Сэнди Ви | 7:29         |
| 3.  | «It’s Your Life» (при участии Криса Уиллиса)                   | Мириам Нерво Оливия Нерво | Давид Гетта Жан-Клод Синдрес Сэнди Ви | Давид Гетта Жан-Клод Синдрес Сэнди Ви | 3:44         |
| 4.  | «When Love Takes Over» (Laidback Luke Remix)                   |                           |                                       |                                       | 6:06         |
| 5.  | «When Love Takes Over» (Norman Doray & Arno Cost Remix) (Edit) |                           |                                       |                                       | 7:12         |
| 6.  | «When Love Takes Over» (Albin Myers Remix)                     |                           |                                       |                                       | 8:27         |
| 7.  | «When Love Takes Over» (Abel Ramos Paris With Love Mix)        |                           |                                       |                                       | 8:12         |
| 8.  | «Sexy Bitch» (Chuckie & Lil Jon Remix)                         |                           |                                       |                                       | 5:58         |
| 9.  | «Sexy Bitch» (Abel Ramos Atlanta With Love Mix)                |                           |                                       |                                       | 7:15         |
| 10. | «Sexy Bitch» (Koen Groeneveld Remix)                           |                           |                                       |                                       | 7:16         |
| 11. | «Sexy Bitch» (DJ Footloose Remix)                              |                           |                                       |                                       | 5:44         |
| 12. | «Sexy Bitch» (Afrojack Remix)                                  |                           |                                       |                                       | 4:34         |

| №   | Название                                   | Длительность |
| --- | ------------------------------------------ | ------------ |
| 1.  | «One Love: The Documentary»                | 14:09        |
| 2.  | «When Love Takes Over» (Video)             | 3:12         |
| 3.  | «When Love Takes Over» (Behind The Scenes) | 6:24         |
| 4.  | «Sexy Chick» (Video)                       | 3:18         |
| 5.  | «Sexy Chick» (Alternate Clip 1)            | 3:18         |
| 6.  | «Sexy Chick» (Alternate Clip 2)            | 3:18         |
| 7.  | «Sexy Chick» (Alternate Clip 3)            | 3:18         |
| 8.  | «Sexy Chick» (Alternate Clip 4)            | 3:18         |
| 9.  | «Sexy Chick» (Alternate Clip 5)            | 3:18         |
| 10. | «Sexy Chick» (Behind The Scenes)           | 7:12         |

| №   | Название                                                           | Текст песни                                           | Музыка     | Продюсер(ы)         | Длительность |
| --- | ------------------------------------------------------------------ | ----------------------------------------------------- | ---------- | ------------------- | ------------ |
| 1.  | «Sexy Bitch» (при участии Эйкона)                                  | Джорджо Туинфорт Алиан Тиам Сэнди Ви Жан-Клод Синдрес |            | Ви Синдрес          | 3:15         |
| 2.  | «Gettin’ Over You» (с Крисом Уиллисом при участии Ферги и LMFAO)   | Ви Синдрес Крис Уиллис Фредерик Ристерер              |            | Ви Синдрес Ристерер | 3:08         |
| 3.  | «Memories» (при участии Кида Кади)                                 | Скотт Рэмон Сиджеро Мескади Ристерер                  |            | Ристерер            | 3:30         |
| 4.  | «On the Dancefloor» (при участии will.i.am и apl.de.ap)            | Уильям Адамс Аллен Пинеда Синдрес Ви                  |            | Ви Синдрес          | 3:45         |
| 5.  | «When Love Takes Over» (при участии Келли Роуленд)                 | Мириам Нерво Оливия Нерво Келли Роуленд               |            | Фредерик Ристерер   | 3:12         |
| 6.  | «Choose» (featuring Ни-Йо и Келли Роуленд)                         | Ристерер Шейфер Смит                                  |            | Riesterer           | 3:57         |
| 7.  | «Revolver» (One Love Remix) (vs. Мадонна при участии Лила Уэйна)   | Мадонна Лил Уэйн                                      |            | Ристерер            | 4:24         |
| 8.  | «Missing You» (при участии Novel)                                  | Алонсо Стивенсон Синдрес Ви                           |            | Ви Синдрес          | 3:07         |
| 9.  | «One Love» (при участии Эстели)                                    | Эстель Свэрэй Синдрес Ви                              |            | Ви Синдрес          | 4:01         |
| 10. | «It’s the Way You Love Me» (при участии Келли Роуленд)             | Мириам Нерво Оливия Нерво Ристерер                    |            | Ристерер            | 4:10         |
| 11. | «Love Is Gone» (Fred Riesterer & Joachim Garraud Remix Radio Edit) | Крис Уиллиса                                          |            | Ристерер Гарро      | 4:09         |
| 12. | «Acapella» (Келис)                                                 | Келис Ристерер                                        |            | Ристерер            | 5:11         |
| 13. | «I Gotta Feeling» (FMIF Remix Edit) (The Black Eyed Peas)          | Адамс Пинеда Хайме Гомес Стейси Фергюсон Ристерер     |            | Riesterer           | 3:54         |
| 14. | «Sound of Letting Go» (с Tocadisco при участии Криса Уиллиса)      | Мириам Нерво Оливия Нерво                             |            | Tocadisco           | 3:46         |
| 15. | «I Wanna Go Crazy» (при участии will.i.am)                         | Адамс                                                 | Ви Синдрес | Ви Синдрес          | 3:24         |

### One More Love
| №   | Название                                                                           | Текст песни                                                                         | Музыка                                                            | Продюсер(ы)                                                  | Длительность |
| --- | ---------------------------------------------------------------------------------- | ----------------------------------------------------------------------------------- | ----------------------------------------------------------------- | ------------------------------------------------------------ | ------------ |
| 1.  | «When Love Takes Over» (при участии Келли Роуленд)                                 | Келли Роуленд Мириам Нерво Оливия Нерво                                             | Давид Гетта Фредерик Ристерер                                     | Давид Гетта Фредерик Ристерер                                | 3:11         |
| 2.  | «Gettin» Over» (при участии Криса Уиллиса)                                         | Крис Уиллис                                                                         | Давид Гетта Жан-Клод Синдрес Фредерик Ристерер Сэнди Ви           | Давид Гетта Жан-Клод Синдрес Фредерик Ристерер Сэнди Ви      | 3:02         |
| 3.  | «Sexy Bitch» (при участии Эйкона)                                                  | Джорджо Туинфорт Алиан Тиам                                                         | Давид Гетта Жан-Клод Синдрес Сэнди Ви                             | Давид Гетта Жан-Клод Синдрес Сэнди Ви                        | 3:16         |
| 4.  | «Memories» (при участии Кида Кади)                                                 | Скотт Рэмон Сиджеро Мескади                                                         | Давид Гетта Фредерик Ристерер                                     | Давид Гетта Фредерик Ристерер                                | 3:30         |
| 5.  | «On the Dancefloor» (при участии will.i.am и apl.de.ap)                            | Уильям Адамс Аллен Пинеда                                                           | Давид Гетта Жан-Клод Синдрес Сэнди Ви                             | Давид Гетта Жан-Клод Синдрес Сэнди Ви                        | 3:46         |
| 6.  | «It’s the Way You Love Me» (при участии Келли Роуленд)                             | Мириам Нерво Оливия Нерво                                                           | Давид Гетта Фредерик Ристерер                                     | Давид Гетта Фредерик Ристерер                                | 4:13         |
| 7.  | «Missing You» (при участии Novel)                                                  | Алонзо Новел Стивенсона                                                             | Давид Гетта Жан-Клод Синдрес Сэнди Ви                             | Давид Гетта Жан-Клод Синдрес Сэнди Ви                        | 3:08         |
| 8.  | «Choose» (при участии Ни-Йо и Келли Роуленд)                                       | Шейфер Смит                                                                         | Давид Гетта Фредерик Ристерер                                     | Давид Гетта Фредерик Ристерер                                | 3:58         |
| 9.  | «How Soon Is Now» (с Себастьяном Ингроссо и Dirty South при участии Джули Макнайт) | Джейсон Сили                                                                        | Давид Гетта Фредерик Ристерер Себастьян Ингроссо Драган Роганович | Давид Гетта Dirty South Себастьян Ингроссо Фредерик Ристерер | 4:10         |
| 10. | «I Gotta Feeling» (FMIF Remix Edit) (The Black Eyed Peas)                          | Уильям Адамс Аллен Пинеда Хайме Гомес Стейси Фергюсон Давид Гетта Фредерик Ристерер | Давид Гетта Фредерик Ристерер                                     | Давид Гетта Фредерик Ристерер                                | 3:53         |
| 11. | «One Love» (при участии Эстели)                                                    | Эстель Свэрэй                                                                       | Давид Гетта Жан-Клод Синдрес Сэнди Ви                             | Давид Гетта Жан-Клод Синдрес Сэнди Ви                        | 4:00         |
| 12. | «I Wanna Go Crazy» (при участии will.i.am)                                         | Уильям Адамс                                                                        | Давид Гетта Жан-Клод Синдрес Сэнди Ви                             | Давид Гетта Жан-Клод Синдрес Сэнди Ви                        | 3:24         |
| 13. | «Sound of Letting Go» (с Tocadisco при участии Криса Уиллиса)                      | Мириам Нерво Оливия Нерво                                                           | Давид Гетта Tocadisco                                             | Давид Гетта Tocadisco                                        | 3:46         |
| 14. | «Toyfriend» (с Афроджеком при участии Уинтер Гордон)                               | Диана Уинтер Гордон Стивен Бэтти Карлос Батти                                       | Давид Гетта Афроджек The Jackie Boyz                              | Давид Гетта Афроджек The Jackie Boyz                         | 3:17         |
| 15. | «If We Ever» (при участии Макебы)                                                  | Макеба Риддик                                                                       | Давид Гетта Жан-Клод Синдрес Фредерик Ристерер Сэнди Ви           | Давид Гетта Жан-Клод Синдрес Фредерик Ристерер Сэнди Ви      | 4:43         |

| №   | Название                                                            | Длительность |
| --- | ------------------------------------------------------------------- | ------------ |
| 16. | «Who’s That Chick?» (при участии Рианны)                            | 3:19         |
| 17. | «Gettin’ Over You» (с Криса Уиллиса при участии Ферги & LMFAO)      | 3:08         |
| 18. | «Revolver» (One Love Remix) (vs. Мадонна при участии Лила Уэйна)    | 3:19         |
| 19. | «Commander» (Келли Роуленд при участии Давида Гетта)                | 3:41         |
| 20. | «Acapella» (Келис)                                                  | 5:11         |
| 21. | «Missing You» (New Version) (при участии Novel)                     | 3:05         |
| 22. | «Louder than Words» (с Афроджеком при участии Найлза Мейсона)       | 3:06         |
| 23. | «Freak» (Эстель при участии Kardinal Offishall)                     | 3:45         |
| 24. | «Sexy Bitch» (при участии Эйкона) (Chuckie & Lil Jon Remix)         | 3:32         |
| 25. | «Grrrr»                                                             | 7:30         |
| 26. | «Love Don't Let Me Go (Walking Away)» (UK Radio Edit) (vs. The Egg) | 3:11         |
| 27. | «The World Is Mine» (featuring JD Davis)                            | 3:40         |
| 28. | «Love Is Gone» (Original Mix) (с Крисом Уиллисом)                   | 3:06         |

## Чарты
| Чарт (2009–2011)                        | Высшая позиция |
| --------------------------------------- | -------------- |
| Argentinian Albums (CAPIF)              | 11             |
| Австралия (ARIA)                        | 4              |
| Австрия (Ö3 Austria)                    | 3              |
| Бельгия/Фландрия (Ultratop)             | 2              |
| Бельгия/Валлония (Ultratop)             | 1              |
| Канада (Canadian Albums Chart)          | 2              |
| Дания (Hitlisten)                       | 22             |
| Нидерланды (Album Top 100)              | 5              |
| European Albums (Billboard)             | 1              |
| Финляндия (Suomen virallinen lista)     | 49             |
| Франция (SNEP)                          | 1              |
| Германия (Offizielle Top 100)           | 2              |
| Greek Albums (IFPI)                     | 19             |
| Венгрия (MAHASZ)                        | 1              |
| Ирландия (IRMA)                         | 3              |
| Италия (Classifica album)               | 5              |
| Мексика (Top 100 Mexico)                | 12             |
| Новая Зеландия (RMNZ)                   | 2              |
| Норвегия (VG-lista)                     | 16             |
| Polish Albums (ZPAV)                    | 26             |
| Португалия (AFP)                        | 5              |
| Шотландия (Scottish Albums Chart)       | 3              |
| South African Albums (RISA)             | 1              |
| Испания (PROMUSICAE)                    | 1              |
| Швеция (Sverigetopplistan)              | 33             |
| Швейцария (Schweizer Hitparade)         | 2              |
| Великобритания (UK Albums Chart)        | 2              |
| Великобритания (UK Dance Albums Chart)  | 1              |
| США (Billboard 200)                     | 70             |
| США (Billboard Dance/Electronic Albums) | 3              |

| Чарт (2009)                                | Позиция |
| ------------------------------------------ | ------- |
| Australian Albums (ARIA)                   | 44      |
| Austrian Albums (Ö3 Austria)               | 22      |
| Belgian Albums (Ultratop Flanders)         | 52      |
| Belgian Albums (Ultratop Wallonia)         | 12      |
| Canadian Albums (Billboard)                | 37      |
| French Albums (SNEP)                       | 10      |
| German Albums (Offizielle Top 100)         | 50      |
| Swiss Albums (Schweizer Hitparade)         | 13      |
| UK Albums (OCC)                            | 85      |
| US Top Dance/Electronic Albums (Billboard) | 19      |

| Чарт (2010)                                | Позиция |
| ------------------------------------------ | ------- |
| Australian Albums (ARIA)                   | 39      |
| Austrian Albums (Ö3 Austria)               | 2       |
| Belgian Albums (Ultratop Flanders)         | 15      |
| Belgian Albums (Ultratop Wallonia)         | 4       |
| Canadian Albums (Billboard)                | 37      |
| Dutch Albums (Album Top 100)               | 23      |
| European Top 100 Albums                    | 5       |
| French Albums (SNEP)                       | 14      |
| German Albums (Offizielle Top 100)         | 14      |
| Mexican Albums (AMPROFON)                  | 13      |
| Spanish Albums (PROMUSICAE)                | 12      |
| Swiss Albums (Schweizer Hitparade)         | 8       |
| UK Albums (OCC)                            | 68      |
| US Top Dance/Electronic Albums (Billboard) | 6       |

| Чарт (2011)                        | Позиция |
| ---------------------------------- | ------- |
| Austrian Albums (Ö3 Austria)       | 38      |
| German Albums (Offizielle Top 100) | 84      |
| Spanish Albums (Promusicae)        | 40      |
| Swiss Albums (Schweizer Hitparade) | 34      |
| UK Albums (OCC)                    | 88      |

| Чарт (2012)     | Позиция |
| --------------- | ------- |
| UK Albums (OCC) | 193     |

| Чарт (2022)                                | Позиция |
| ------------------------------------------ | ------- |
| Belgian Albums (Ultratop Flanders)         | 179     |
| US Top Dance/Electronic Albums (Billboard) | 24      |

| Chart (2024)                       | Position |
| ---------------------------------- | -------- |
| Belgian Albums (Ultratop Flanders) | 145      |
| Belgian Albums (Ultratop Wallonia) | 199      |
| Hungarian Albums (MAHASZ)          | 89       |

## Сертификации и продажи
| Регион | Сертификация  | Продажи    |
| --- | ------------- | ---------- |
| Австралия (ARIA) | 2× Платиновый | 140 000^   |
| Австрия (IFPI Austria) | 2× Платиновый | 40 000*    |
| Бельгия (BEA) | 2× Платиновый | 60 000*    |
| Канада (Music Canada) | 2× Платиновый | 160 000^   |
| Дания (IFPI Danmark) · reissue - One More Love | Платиновый    | 20 000     |
| Франция (SNEP) | Бриллиантовый | 500 000*   |
| ССАГПЗ (IFPI Middle East) | Платиновый    | 6000*      |
| Германия (BVMI) | 5× Золотой    | 500 000^   |
| Венгрия (Mahasz) | Платиновый    | 6000^      |
| Ирландия (IRMA) | Золотой       | 7500^      |
| Италия (FIMI) | Платиновый    | 70 000*    |
| Мексика (AMPROFON) | Платиновый    | 60 000^    |
| Нидерланды (NVPI) | Платиновый    | 50 000^    |
| Новая Зеландия (RMNZ) | Золотой       | 7500^      |
| Португалия (AFP) | Золотой       | 10 000^    |
| Испания (PROMUSICAE) | Платиновый    | 80 000^    |
| Швейцария (IFPI Switzerland) | 2× Платиновый | 60 000^    |
| Великобритания (BPI) | 3× Платиновый | 900 000    |
| Итого |               |            |
| Европа (IFPI) | Платиновый    | 1 000 000* |
| * Данные о продажах приведены только на основе сертификации. · ^ Данные о тиражах приведены только на основе сертификации. · Данные о продажах + прослушиваниях приведены только на основе сертификации. |               |            |

## История релиза
Стандартое издание
| Регион         | Дата            | Лейбл         | Формат                 |
| -------------- | --------------- | ------------- | ---------------------- |
| Великобритания | 24 августа 2009 | Positiva      | CD цифровое скачивание |
| Япония         | 24 августа 2009 | EMI/SoundTown | CD цифровое скачивание |
| США            | 25 августа 2009 | Astralwerks   | CD цифровое скачивание |
| Разные         | 5 апреля 2019   | Parlophone    | LP                     |

One More Love
| Регион         | Дата           | Лейбл         | Формат                 |
| -------------- | -------------- | ------------- | ---------------------- |
| Германия       | 26 ноября 2010 | EMI           | CD цифровое скачивание |
| Великобритания | 29 ноября 2010 | Positiva      | CD цифровое скачивание |
| США            | 25 января 2011 | Astralwerks   | CD цифровое скачивание |
| Япония         | 26 января 2011 | EMI/SoundTown | CD цифровое скачивание |